# Paul Cézanne
Paul Cézanne (Aix-en-Provence, 19 januari 1839 – aldaar, 23 oktober 1906) was een Franse kunstschilder. Cézanne behoort tot het postimpressionisme, een Europese kunststroming die volgt op het impressionisme. Zijn werk vormde een brug tussen het impressionisme en het kubisme.

## Levensbeschrijving
Paul Cézanne werd geboren als zoon van de hoedenhandelaar en latere bankier Louis-Auguste Cézanne en Anne-Elisabeth-Honorine Aubert. Zijn ouders trouwden pas in 1844, na de geboorte van Paul en zijn zus Marie (1841).
Al tijdens zijn schooltijd, vanaf 1856, volgde Cézanne een avondcursus tekenen bij Joseph-Marc Gibert in het museum van Aix. Tussen 1859 en 1861 studeerde Cézanne rechten, maar hij volgde tegelijkertijd teken- en schilderlessen. Hij werkte tijdelijk bij de bank van zijn vader, maar dat beviel hem niet. Tegen de wil van zijn vader koos Cézanne voor de kunst. Hij volgde zijn vriend Émile Zola naar Parijs. Zijn vader, die zeer vermogend was - hij was na eerst hoedenmaker te zijn geweest stichter van de bank Cézanne & Cabassol - steunde hem vervolgens toch, zodat Cézanne financieel onafhankelijk kon zijn.
In Parijs studeerde hij aan de Académie Suisse. In 1863 probeerde hij toegelaten te worden tot de kunstacademie, maar toen dat niet lukte studeerde hij verder aan de Académie Suisse. Tussen 1863 en 1869 probeerde hij te exposeren bij de officiële Parijse salon, maar hij werd telkens geweigerd. Hij exposeerde met anderen op de Salon des Refusés (Salon van de geweigerden) in 1863.
In 1869 leerde hij Hortense Fiquet kennen. Ze gingen in het geheim samenwonen en hielden hun relatie en hun zoon Paul lange tijd geheim voor de vader van Cézanne, die deze relatie niet zou goedkeuren. Uiteindelijk ontmoette zijn vader zijn kleinzoon, toen deze ongeveer 11 jaar oud was. Hortense Fiquet stond vaak model voor Cézanne.
In 1872 verbleef hij in Auvers-sur-Oise. Hij werkte daar met Camille Pissarro en andere impressionisten, maar zocht een duidelijk eigen weg. Hij werkte in het huis van dokter Paul Gachet. In 1874 organiseerden de impressionisten hun eerste gezamenlijke expositie in het atelier van de fotograaf Nadar. Paul Cézanne liet daar drie schilderijen zien: Une moderne Olympia, La Maison du pendu en Étude, paysage d'Auvers.
Hij deed in 1874 mee met de eerste expositie van de impressionisten in Parijs. In 1875 vond de tweede expositie van de impressionisten plaats, waar hij echter weinig werk verkocht. In 1877 was de derde expositie er, en weer was er veel kritiek op de impressionisten. Cézanne vertrok in 1885 naar Gardanne, een klein dorp bij Aix. Hier maakt hij diverse schilderijen van de Montagne Sainte-Victoire.
In 1882, twintig jaar na zijn eerste poging, werd uiteindelijk toch werk van Cézanne toegelaten in de Salon.
Na het overlijden van zijn vader in 1886 kreeg hij een grote erfenis, waardoor hij financieel onafhankelijk werd. Hij trouwde in datzelfde jaar met Hortense Fiquet, na 20 jaar met haar samengewoond te hebben. Cézanne heeft ongeveer 25 portretten van haar gemaakt, onder andere gezeten in een rode leunstoel. In 1887 deed Cézanne mee met de tentoonstelling van Les XX in Brussel. In 1895 exposeerde de ambitieuze galeriehouder Ambroise Vollard werk van Cézanne. Veel aanhangers had Cézanne echter nog steeds niet.
In 1897 vestigde Paul Cézanne zich permanent in Aix-en-Provence. Na de wereldtentoonstelling van 1900 in Parijs, waarop drie schilderijen van Cézanne werden tentoongesteld, begon hij eindelijk ook in het buitenland bekend te worden. Zijn schilderijen hingen onder meer in de Weense Sezession. Vanaf ongeveer 1901 werd Cézanne bewonderd door jongere kunstenaars, zoals Maurice Denis, Pierre Bonnard en Édouard Vuillard. Zij kwamen naar Aix om hem te zien schilderen en voor wijze raad. Hij schijnt een norse, egocentrische persoon te zijn geweest, met weinig vrienden.
Paul Cézanne overleed op 22 oktober 1906 aan longontsteking in Aix-en-Provence.
Op de Salon d'Automne van 1907 worden 56 werken van Paul Cézanne tentoongesteld. Émile Bernard publiceerde in Le Mercure de France twee delen met herinneringen aan Cézanne.

## Invloeden
Cézanne was al sinds 1852, toen zij samen op het Collège Bourbon zaten, bevriend met schrijver Émile Zola, maar kreeg later onenigheid met hem door de beschrijving die Zola gaf van Cézanne en het losbandige leven van de impressionisten in zijn roman L'Oeuvre (Het meesterwerk) uit 1886.
Om te oefenen kopieerde Cézanne werken van Eugène Delacroix en Nicolas Poussin die in het Louvre hingen. Hij bewonderde ook Gustave Courbet en Édouard Manet. In 1888 schilderde Cézanne samen met Renoir. In 1894 had hij contact met Claude Monet in Giverny. Tevens ontmoette hij daar de beeldhouwer Auguste Rodin.

## Werk

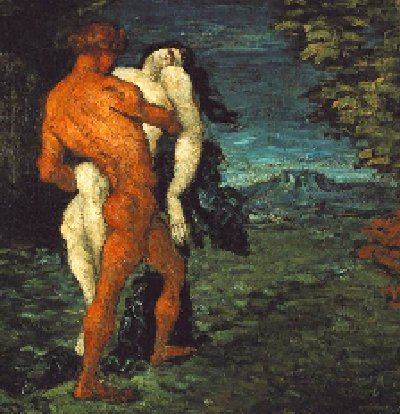
Heracles redt de dode Alkestis uit de onderwereld; uitsnede uit een vroeg schilderij uit 1867

Het werk van Cézanne is in vier periodes onder te verdelen. De genoemde jaartallen zijn globaal, een exacte datering van de schilderijen van Cézanne ontbreekt meestal.

### Romantische periode
De schilderijen uit 1865-1870, uit de vroege romantische periode zijn extreem persoonlijk, individualistisch werk. Cézanne gebruikte gewelddadige onderwerpen en bizarre fantasieën in harde, sombere kleuren, meestal aardkleuren (zie het voorbeeld van Herakles).

### Impressionistische periode
In de periode vanaf begin 1870 schilderde hij in impressionistische stijl, waarbij hij echter gebruik maakte van overheersende vlakken in zijn compositie.

### Constructivistische stijl

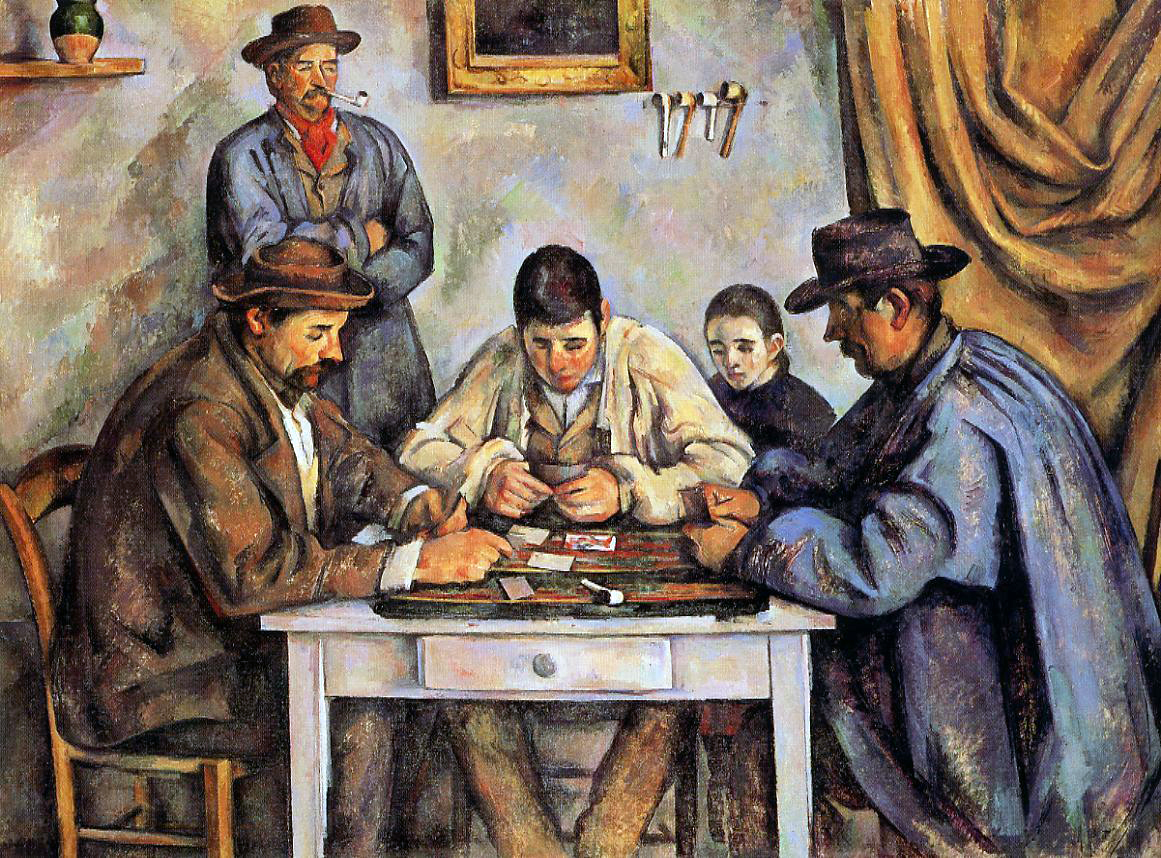
De kaartspelers, 1890–92, Musée d'Orsay, Parijs

In de periode van ongeveer 1880 tot aan ongeveer 1890 schilderde hij in een constructivistische stijl, met parallelle en krachtige streken van zijn kwast (zie het voorbeeld van De kaartspelers).
In deze periode schilderde hij ook landschappen, onder andere tijdens zijn verblijf van juli 1878 tot maart 1879 in L'Estaque in de omgeving van Marseille, bijvoorbeeld Rotslandschap bij l'Estaque, 1879-1882 in het Museu de Arte de São Paulo en de De zee bij l'Estaque, 1878-1879 in het Musée Picasso in Parijs. Verder maakte hij stillevens en portretten.

### Laatste periode

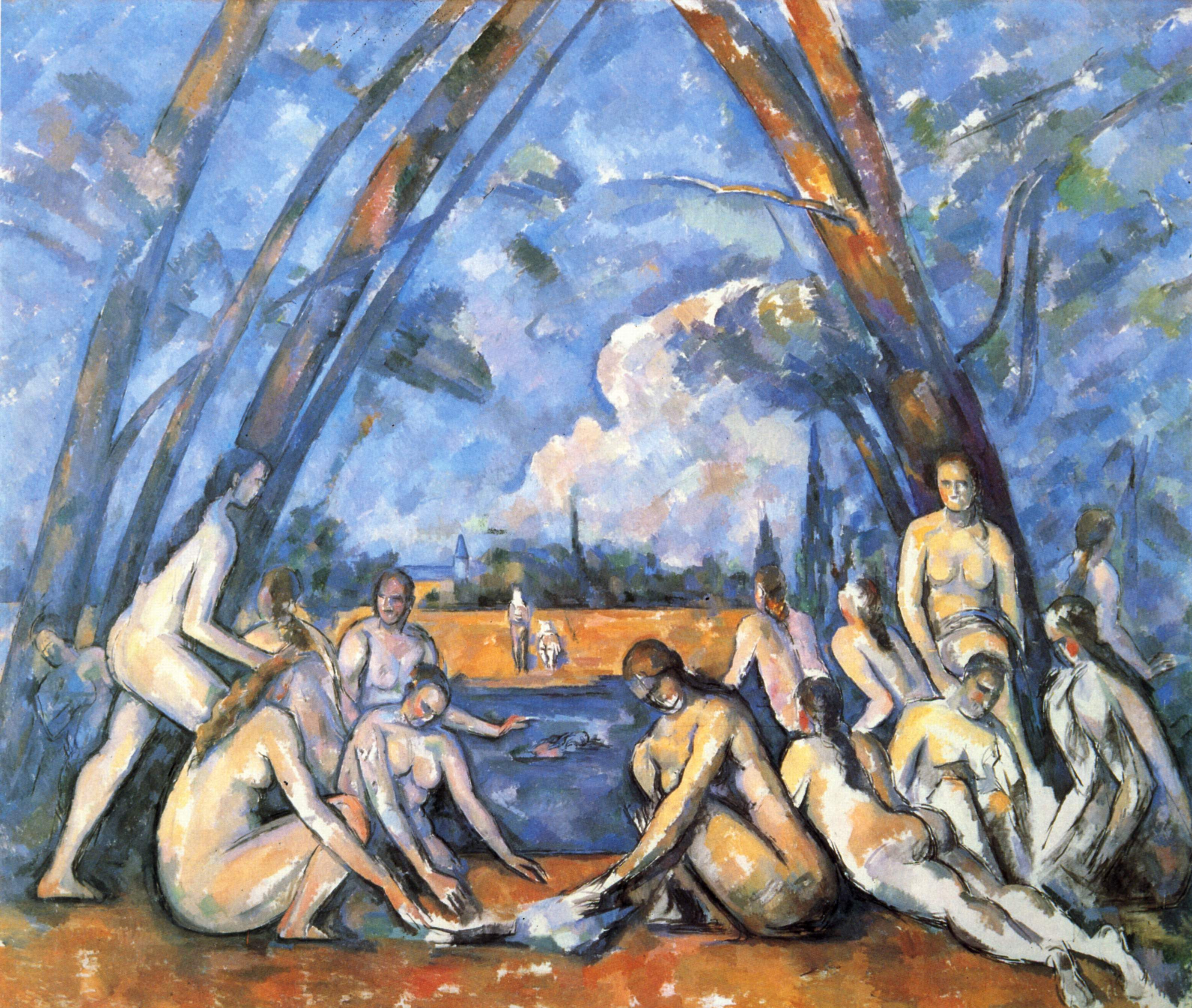
Baadsters, ca. 1906, Philadelphia Museum of Art

In de laatste periode, van circa 1888 tot 1906, waarin ook zijn verhuizing naar Aix-en-Provence viel in 1897, werkte Cézanne aan diverse grote schilderijen met naakte baadsters.
Ook maakte hij enkele schilderijen van kaartspelers, zoals onder andere de schilderijen De kaartspelers, 1890-1892, dat hangt in het Metropolitan Museum of Art in New York en De kaartspelers, 1893-1896, in het Musée d'Orsay in Parijs.
Hij schilderde ook vaak de berg Mont Sainte-Victoire vlak bij zijn huis (deze berg lijkt ook op het schilderij van Herakles te staan). In 1901 kocht Cezanne een landgoed ten noorden van Aix, waar hij zijn atelier had. Vanuit zijn atelier kon Cézanne deze berg zien, evenals het tussenliggende dal. Tussen 1902 en 1906 komt de berg in veel werk terug. Hij observeerde hem en probeerde uit de vormen en kleuren de diepere betekenis van de natuur te ontcijferen. Zie Montagne Sainte-Victoire (Paul Cézanne).
In latere jaren legde Cézanne zich toe op het schilderen van stillevens, waarbij vooral de vele afbeeldingen van een schaal met fruit erg indrukwekkend zijn door het krachtige kleurgebruik en de textuur van de vruchten.
De stillevens lijken realistisch, maar er zitten in de schilderijen speciale effecten die het werk veel krachtiger maken dan een zuiver realistische afbeelding kan doen. De tafels waar het fruit op ligt zijn vaak naar voren gekanteld. Verder lijkt de tafel vaak doorbroken door een verticaal element zoals een fles (zie het voorbeeld van het stilleven). In deze laatste fase van zijn ontwikkeling wordt de verfstreek lichter.

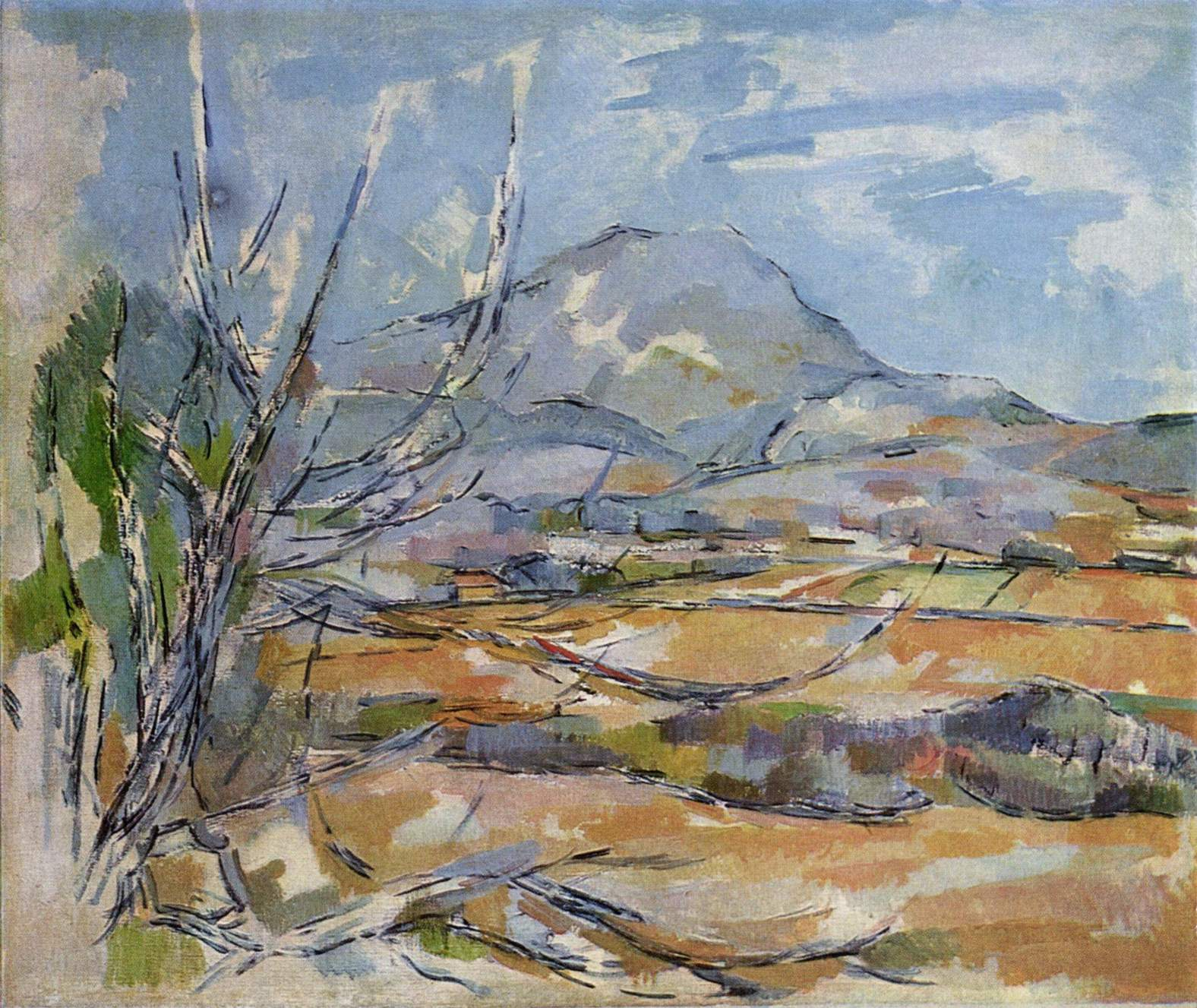
Mont Sainte-Victoire, 1885-87, National Gallery of Scotland, Edinburgh

## Reeksen
Net als zijn tijdgenoot Claude Monet keerde Cézanne telkens weer terug naar dezelfde onderwerpen zoals landschappen, stillevens met fruit die hij telkens weer op een nieuwe manier wist af te beelden. Voorbeelden hiervan zijn:
- Baadsters (Les grandes baigneuses)
- Mont Sainte-Victoire: diverse schilderijen met als thema het gebergte Mont Sainte-Victoire, dat dicht bij huis was
- stillevens met fruit.

Paul Cézanne schilderde ook diverse zelfportretten.

## Invloed van Cézanne

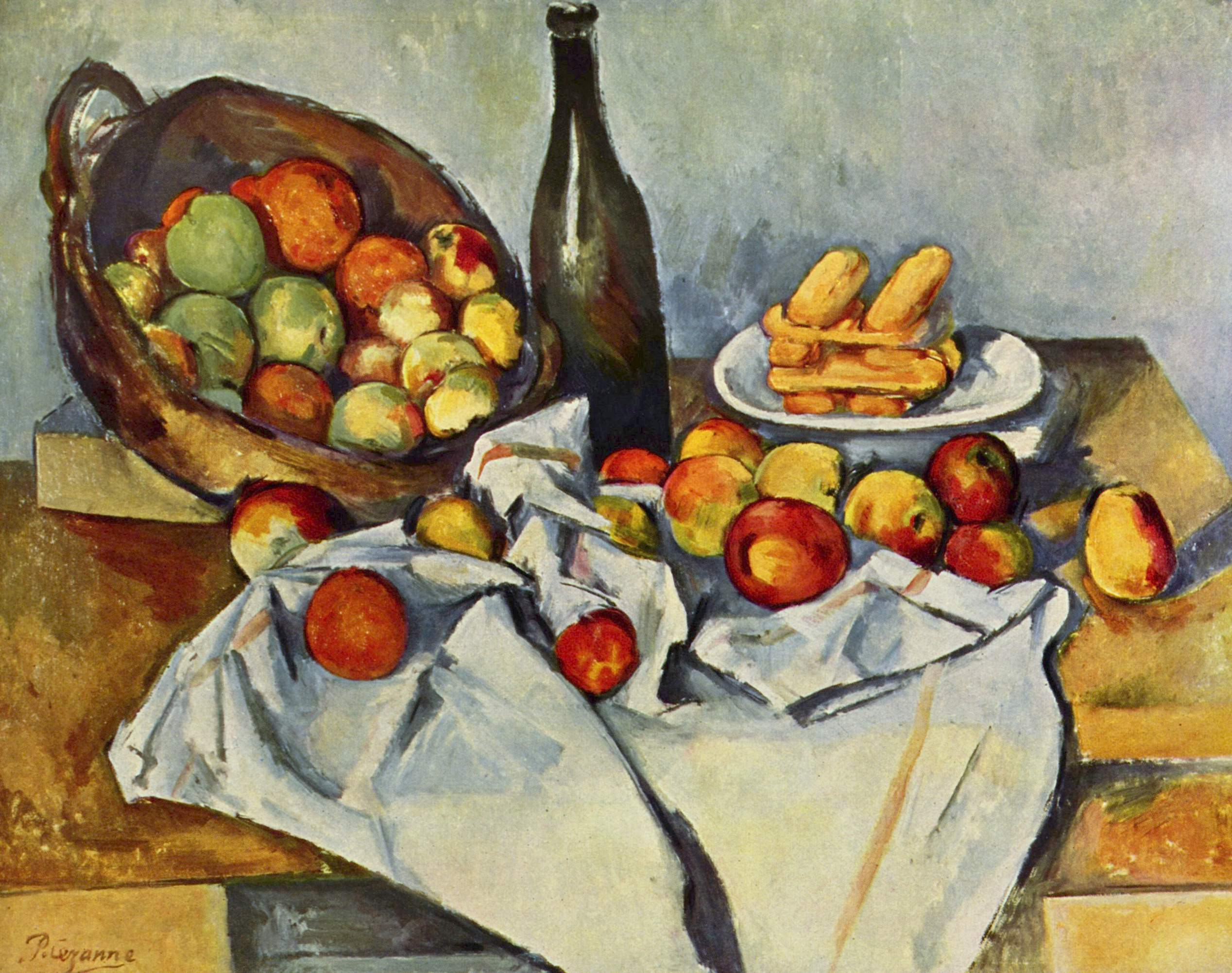
Mand met appelen, ca. 1893, Art Institute of Chicago, Chicago

In het werk van Cézanne spelen licht en kleur een grote rol. Door het kleurgebruik is zijn werk echter niet zuiver impressionistisch, maar loopt het al vooruit op het expressionisme. Zo gebruikt Cézanne vaak warme en koele kleuren tegen elkaar aan. Door zijn soms hoekige vormentaal wordt zijn werk door sommigen al tot het kubisme gerekend. Ook gebruikt hij massievere en helderder kleuren dan zijn tijdgenoten, de impressionisten.
Paul Cézanne wordt gezien als de grondlegger van de moderne kunst. De vormentaal van Cézanne inspireerde dan ook het kubisme van Picasso en Braque. Picasso noemde Cézanne zijn enige echte meester. Cézanne wordt gezien als de vader voor de kunstschilders die na hem kwamen.
De innovatieve kleurcombinaties die Cézanne gebruikte waren ook invloedrijk, met name op Matisse en bij Les Fauves, in het bijzonder André Derain.
Schilderijen van Cézanne zijn door verzamelaars zeer gewild. Over de decennia is bij de top-5 van duurste schilderijen wel een van zijn werken te vinden. Een van Cézanne's versies van De Kaartspelers vond in 2012 voor rond de 200 miljoen dollar zijn weg naar Qatar. 

## Galerij
Cézanne maakte ongeveer 950 olieverfschilderijen en tegen de 650 aquarellen. Enkele van zijn schilderijen:

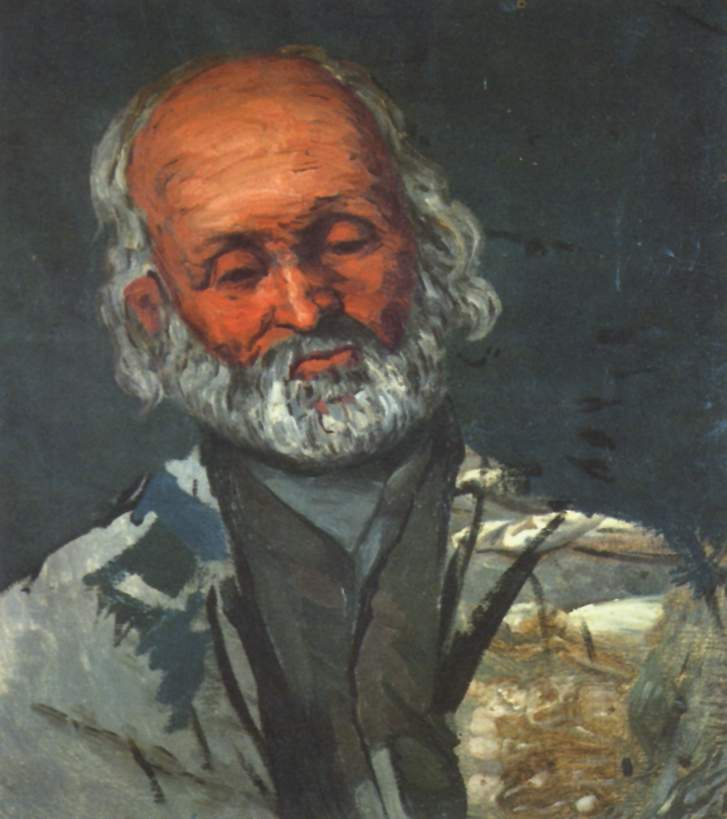
Tête de vieillard, 1865-1868, 51 × 48 cm, Musée d'Orsay, Parijs
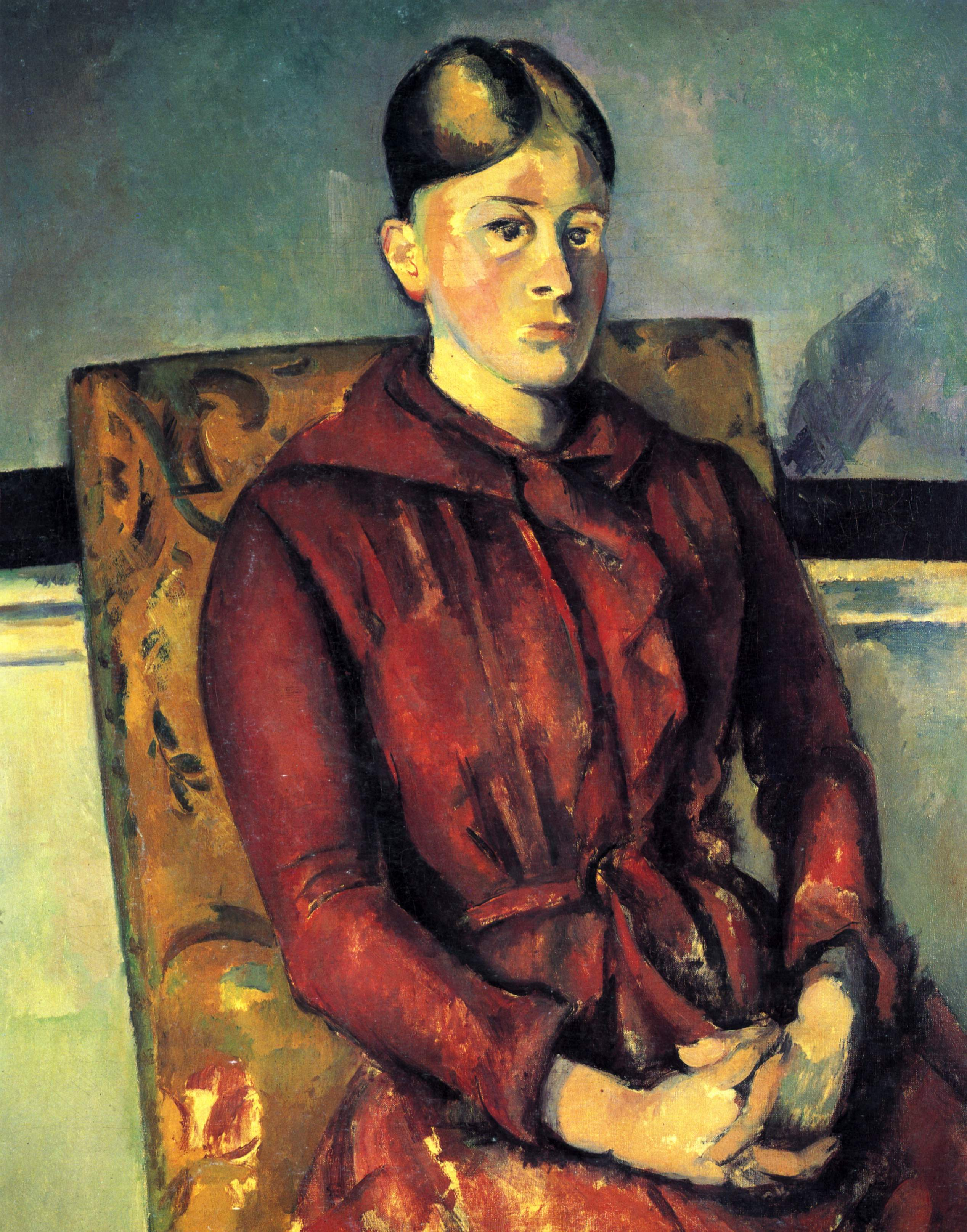
Madame Cézanne sur une chaise jaune, 1893-1895, 81 × 85 cm, Art Institute of Chicago
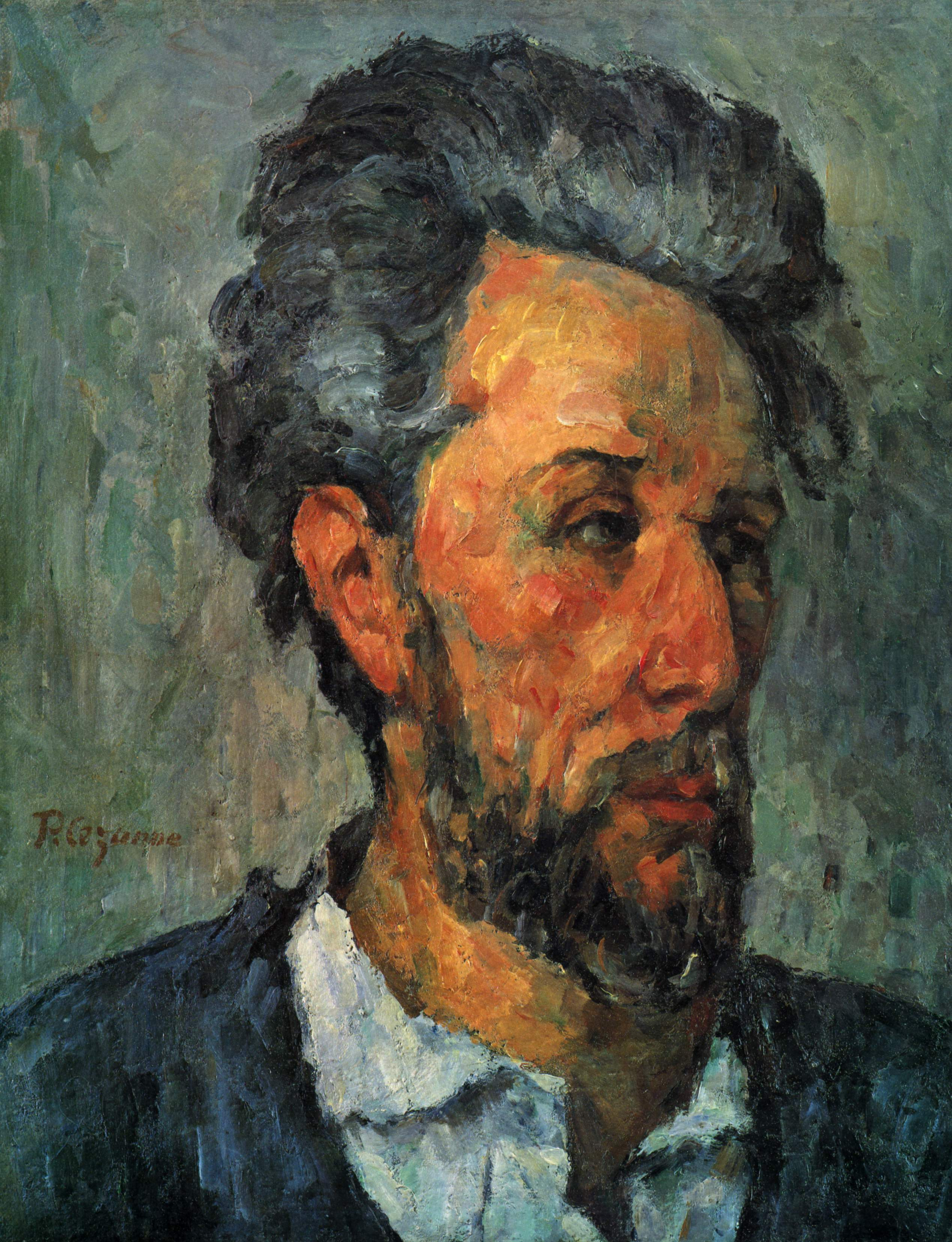
Portrait de Victor Chocquet, 1875, 45,7 × 36,8 cm
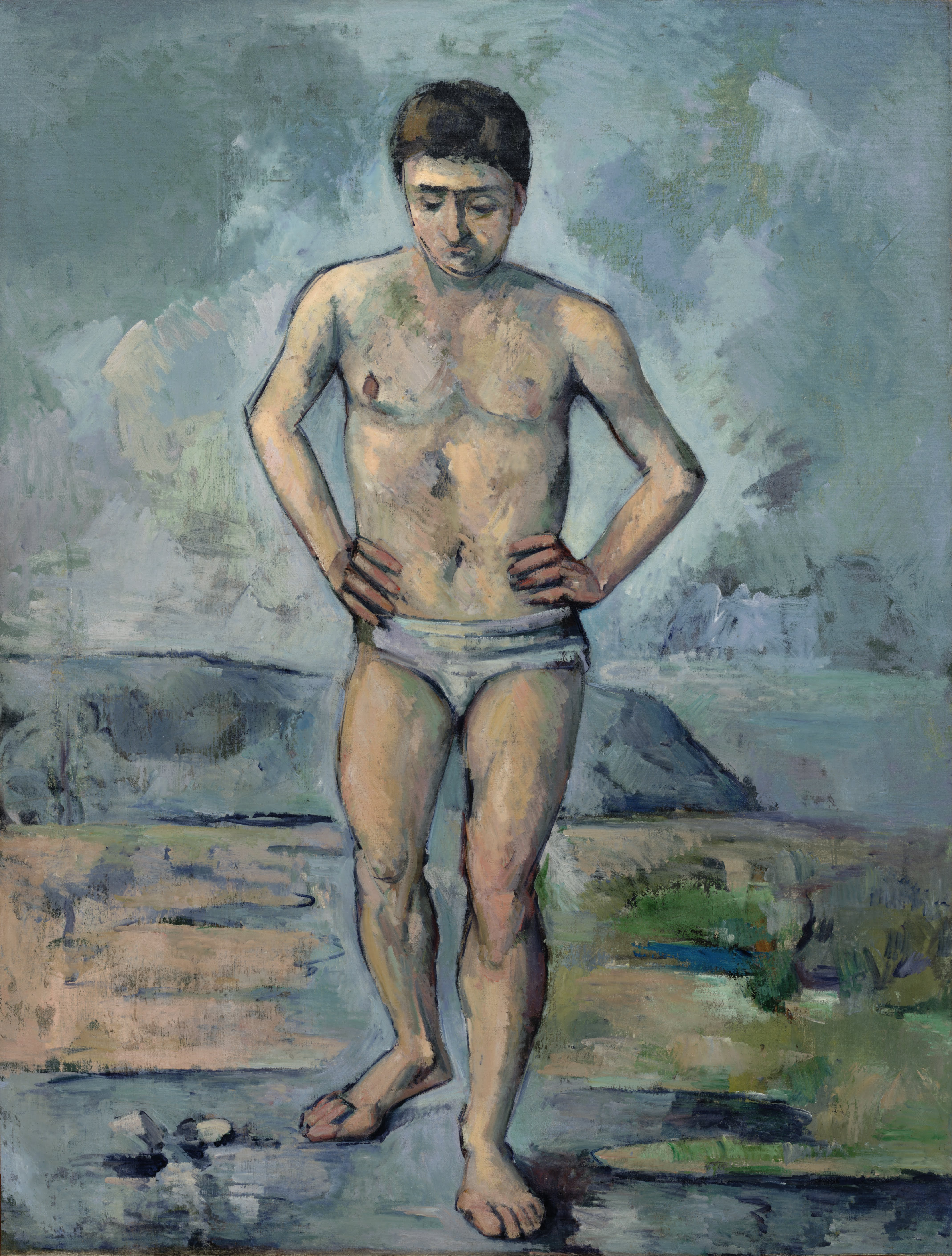
Le Grand Baigneur, 1885, 127 × 96,8 cm, Museum of Modern Art, New York
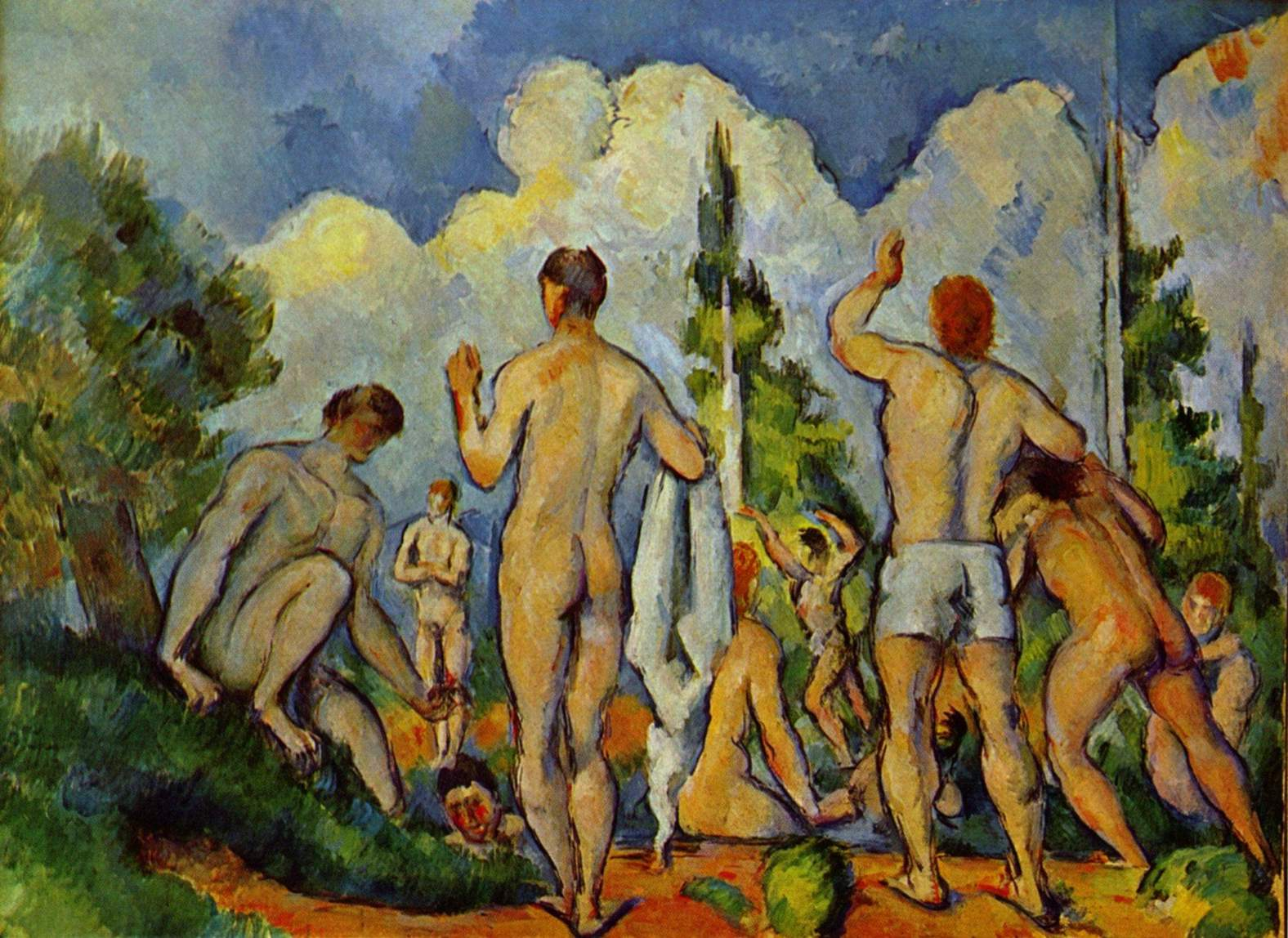
Baigneurs 1892-1894, 50 × 60 cm, Musée d'Orsay, Parijs
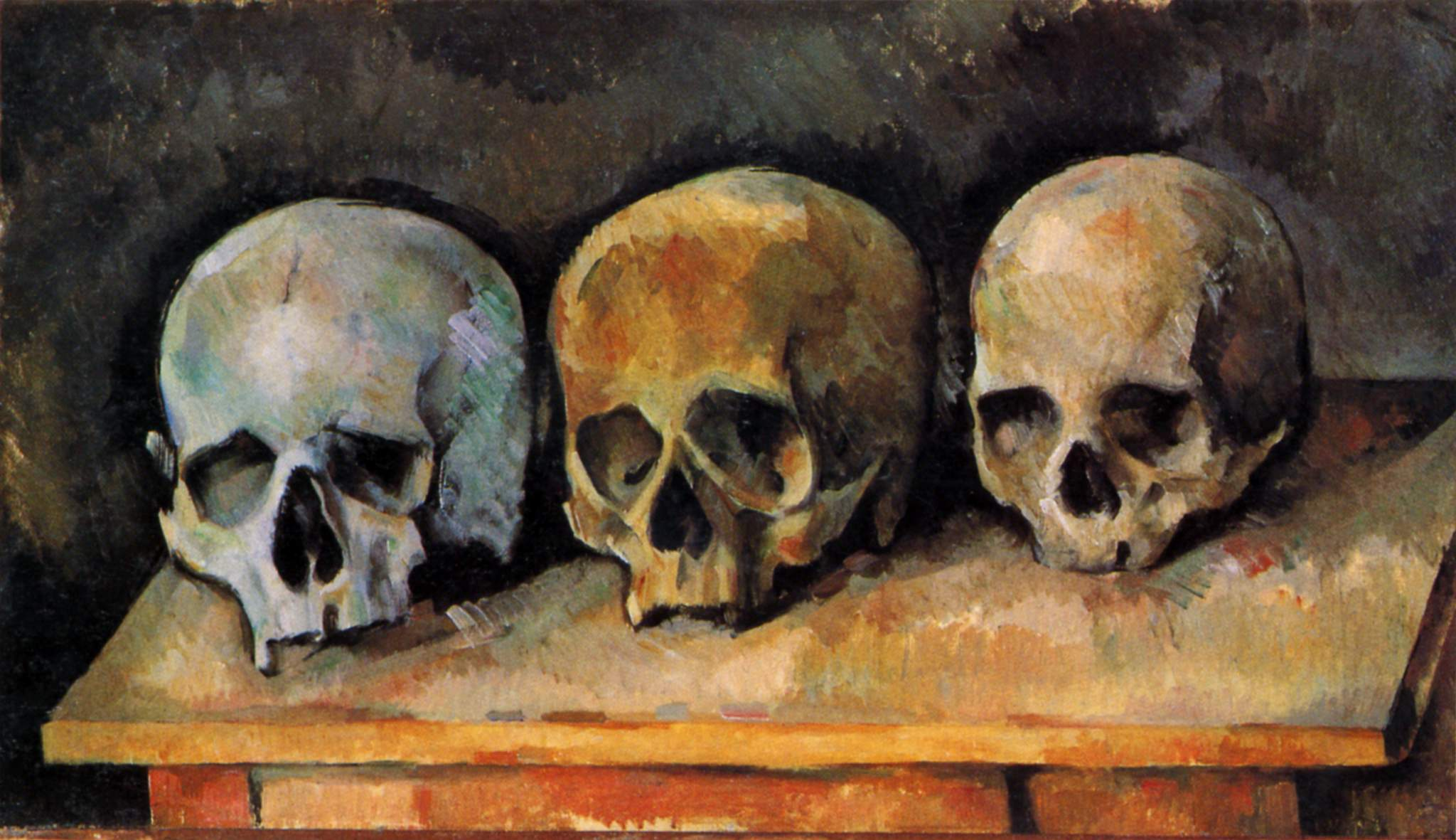
Nature-morte aux trois crânes, 1900, 34 × 60 cm, Detroit Institute of Arts
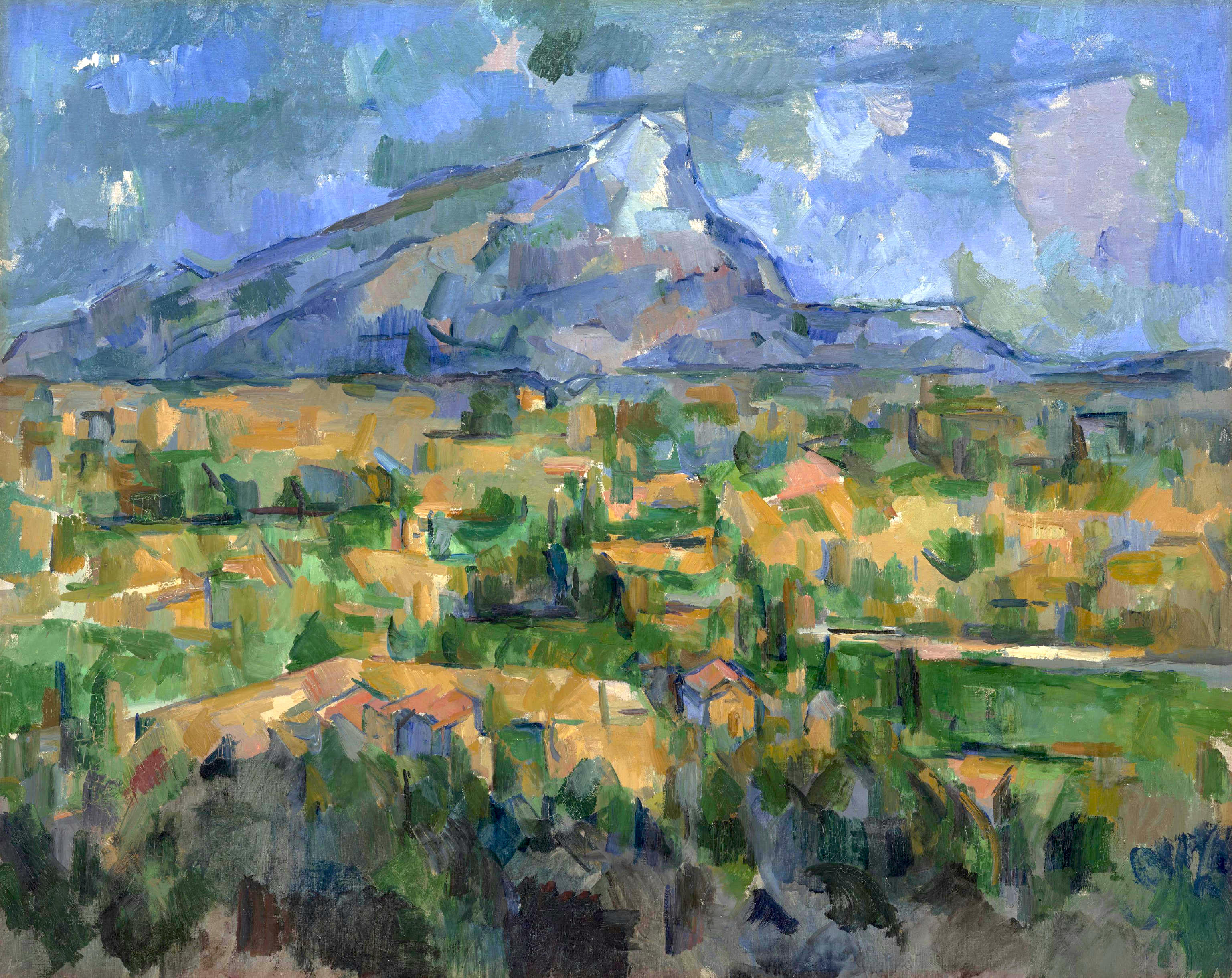
Montagne Sainte-Victoire, 1904, 70 × 92 cm, Philadelphia Museum of Art
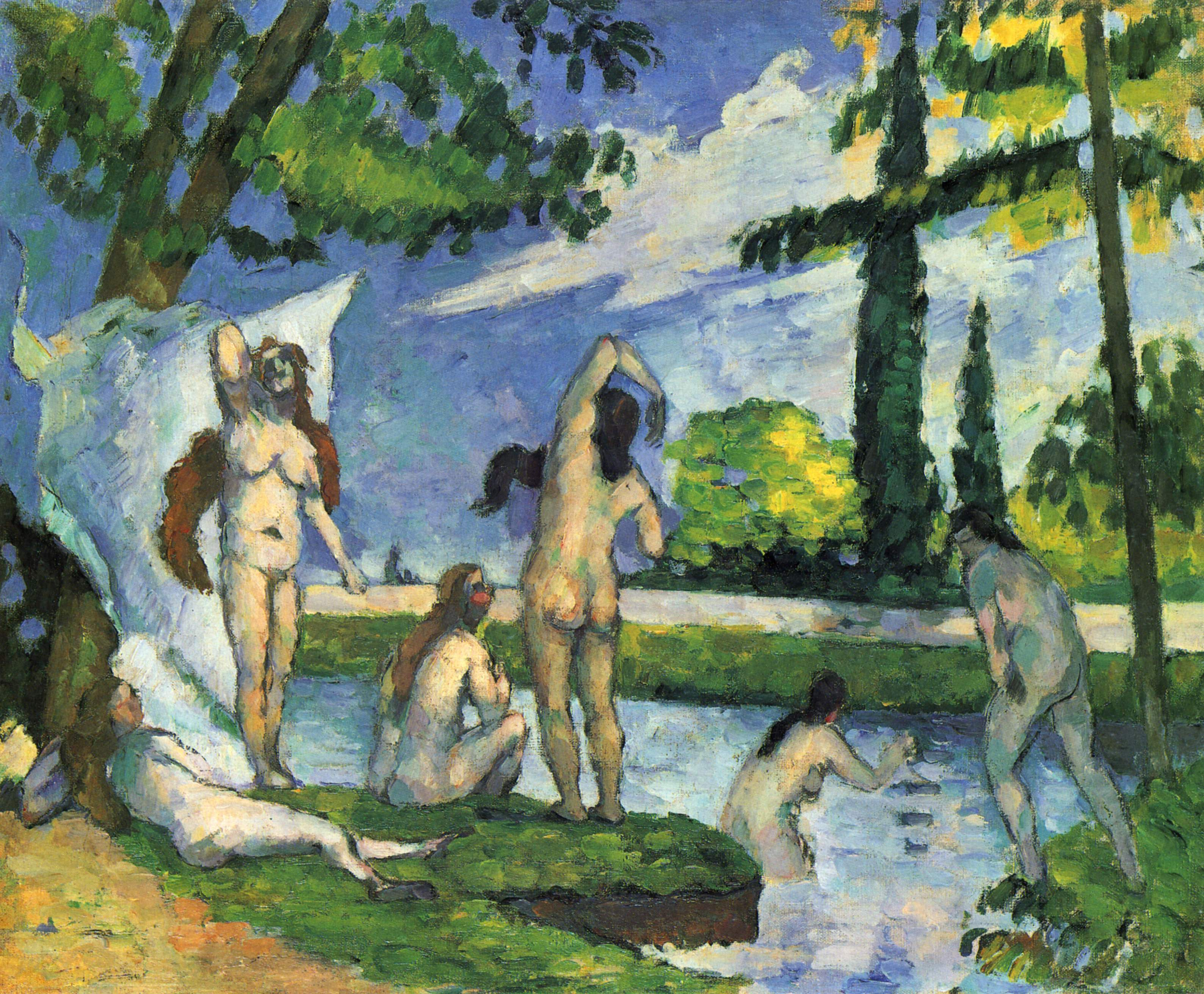
Les Baigneuses, 1874-1875, 38,1 × 46 cm, Metropolitan Museum of Art, New York

Zelfportretten

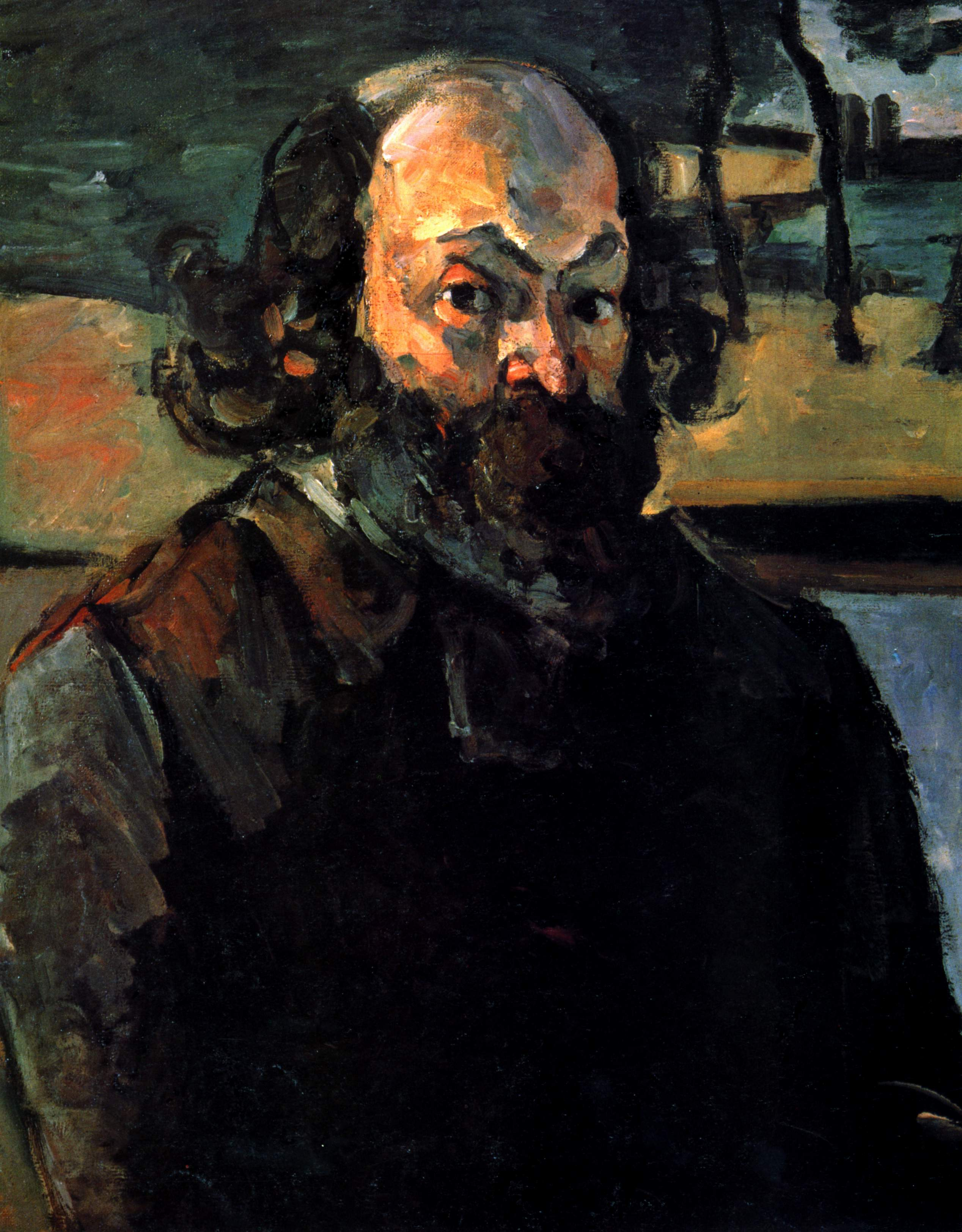
Zelfportret, ca. 1875, Musée d'Orsay
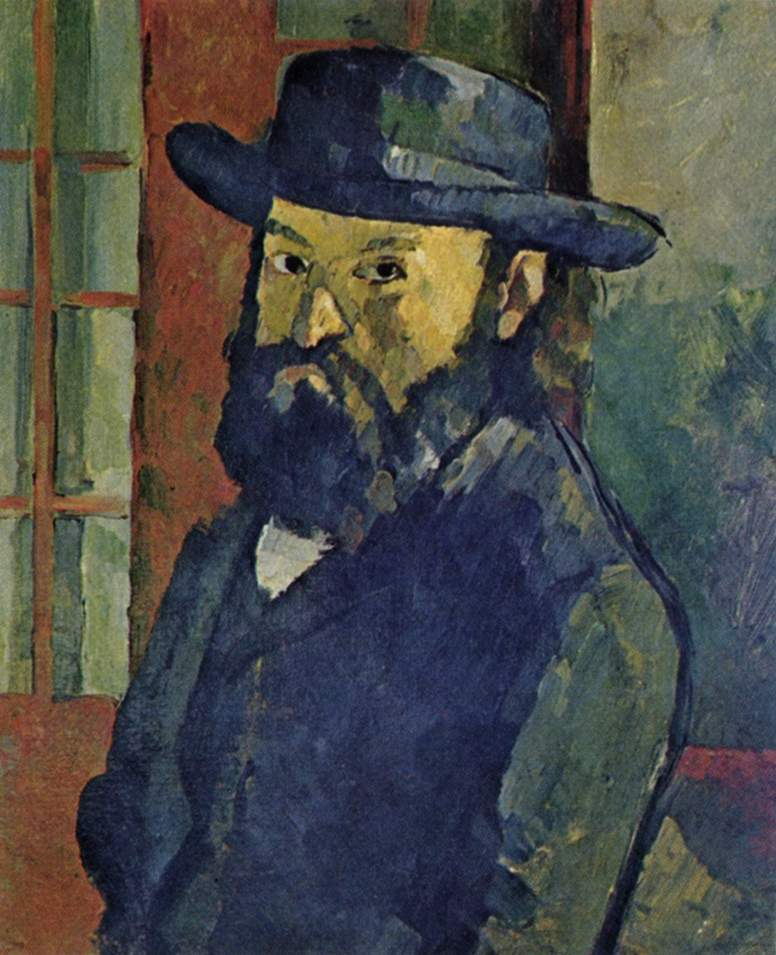
Zelfportret, 1879-1882, Kunstmuseum Bern
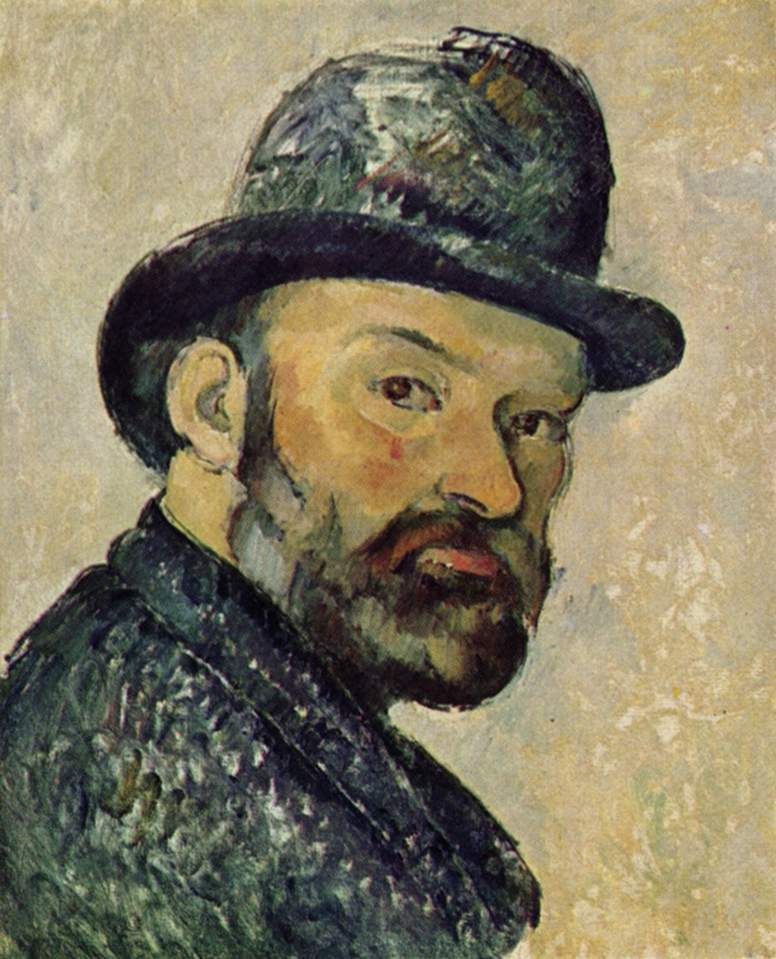
Zelfportret, 1883-1887, Ny Carlsberg Glyptotek, Kopenhagen
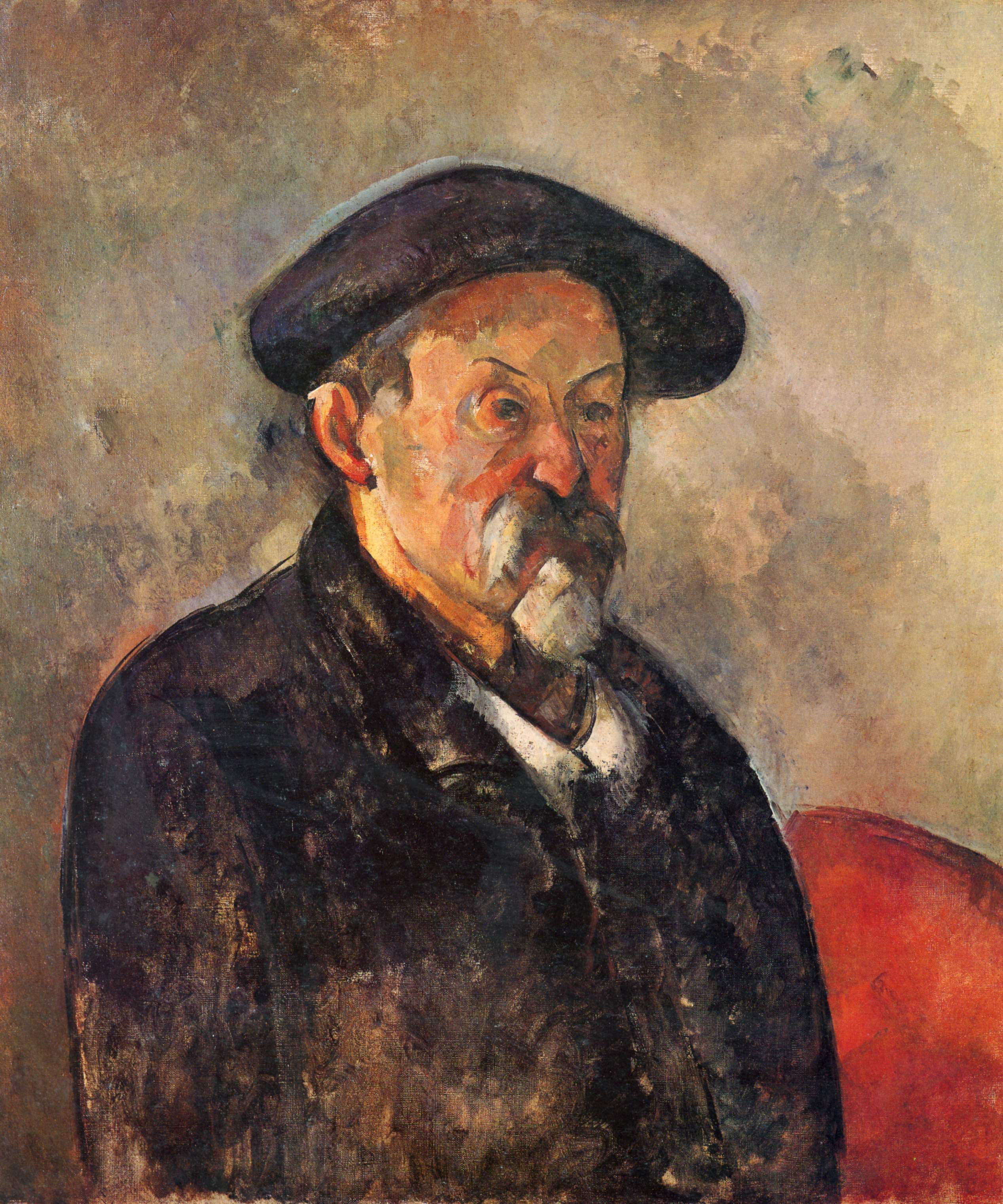
Zelfportret met baret, 1898-1900, Museum of Fine Arts, Boston
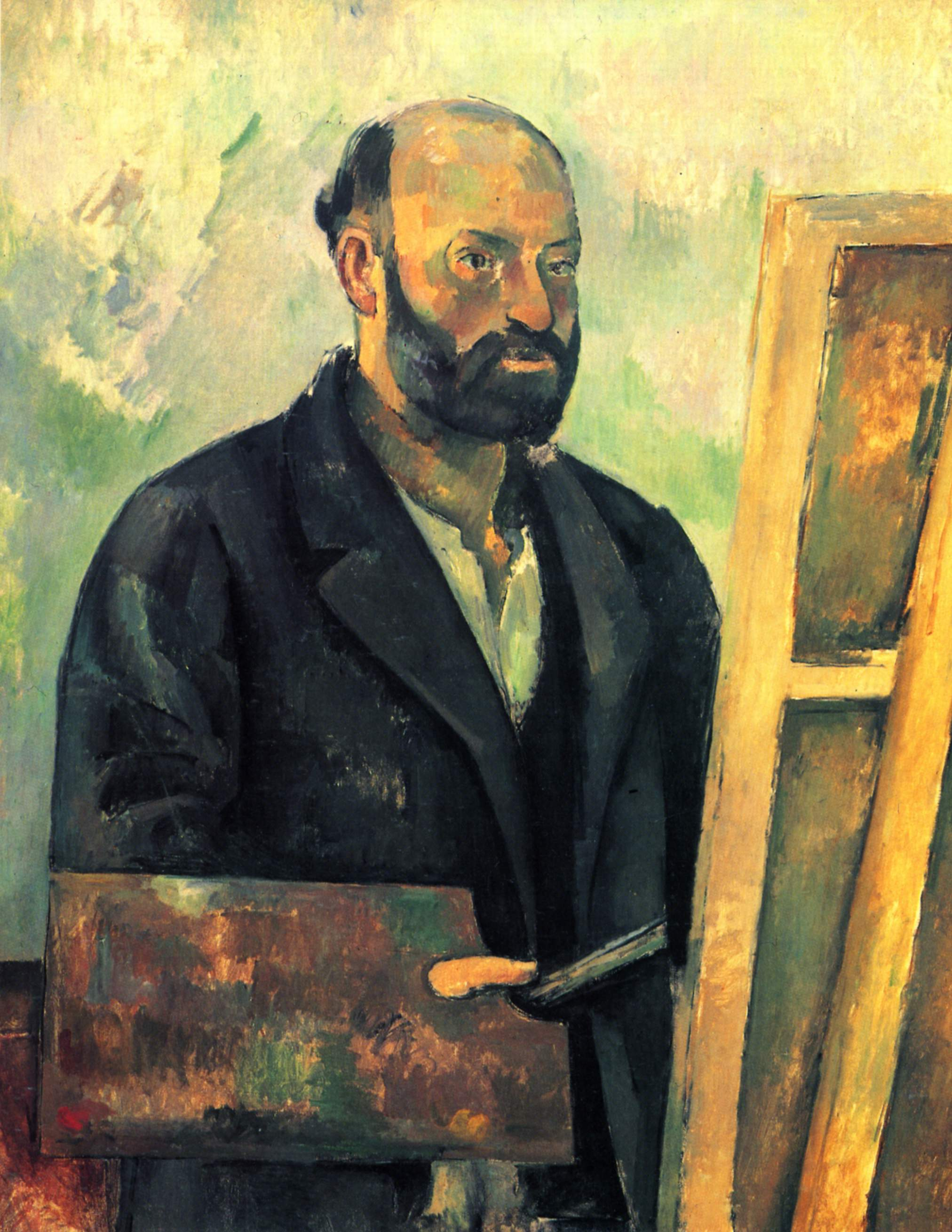
Zelfportret met palet, ca. 1890, Sammlung E. G. Bührle, Zürich
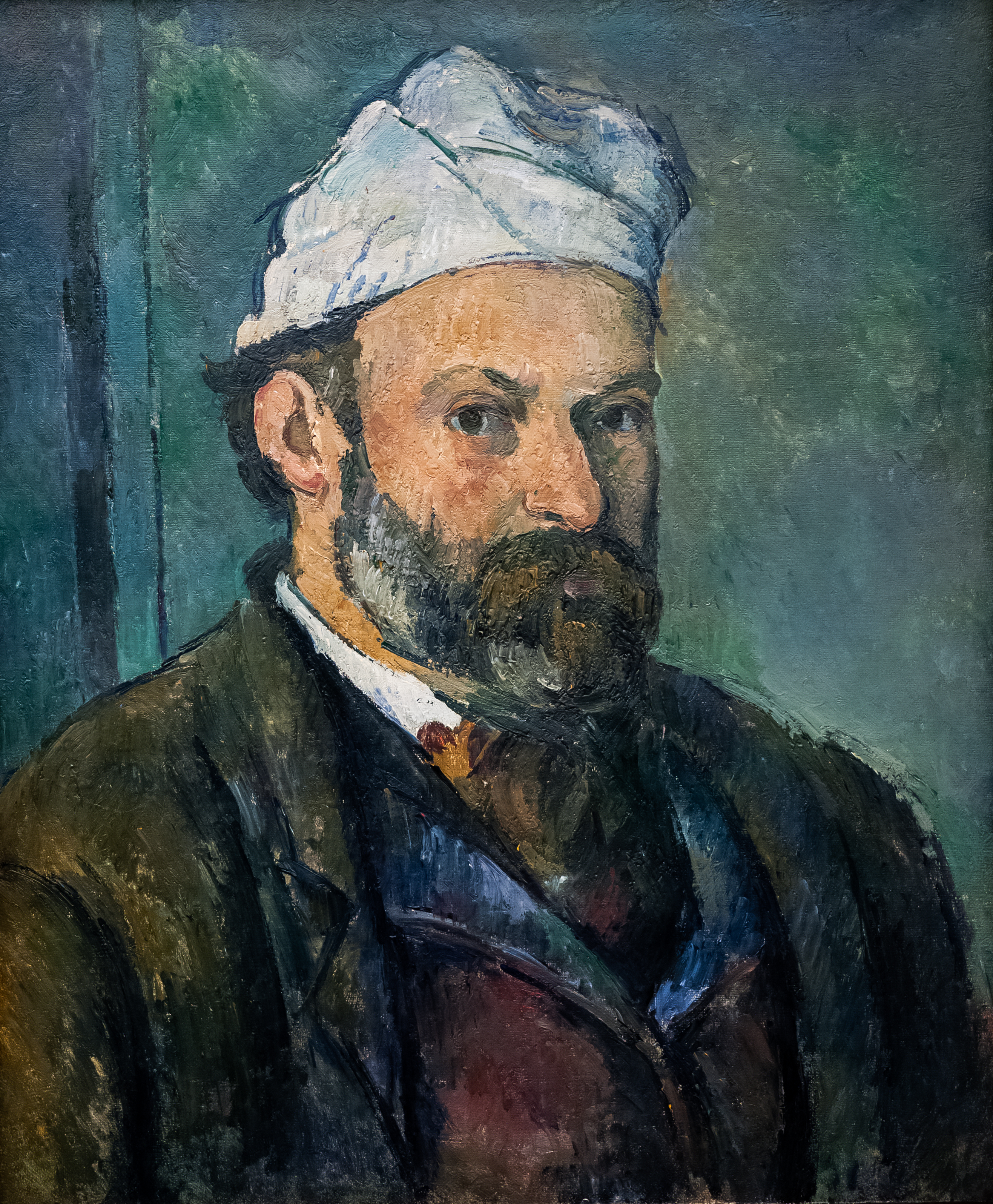
Zelfportret met witte tulband, 1881-1882 Neue Pinakothek,[1]München
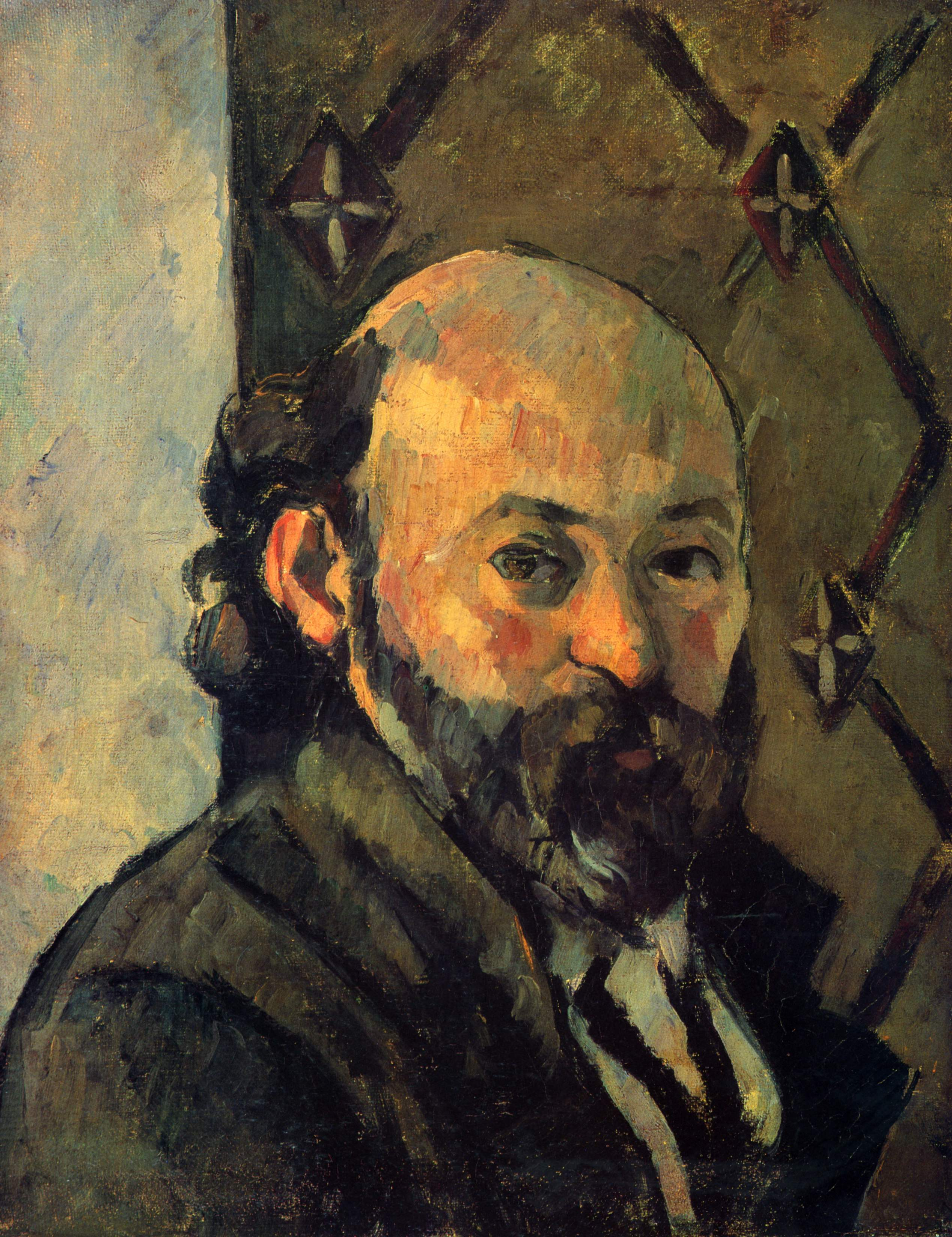
Zelfportet voor olijfgroen behang, 1880-1881, National Gallery, Londen
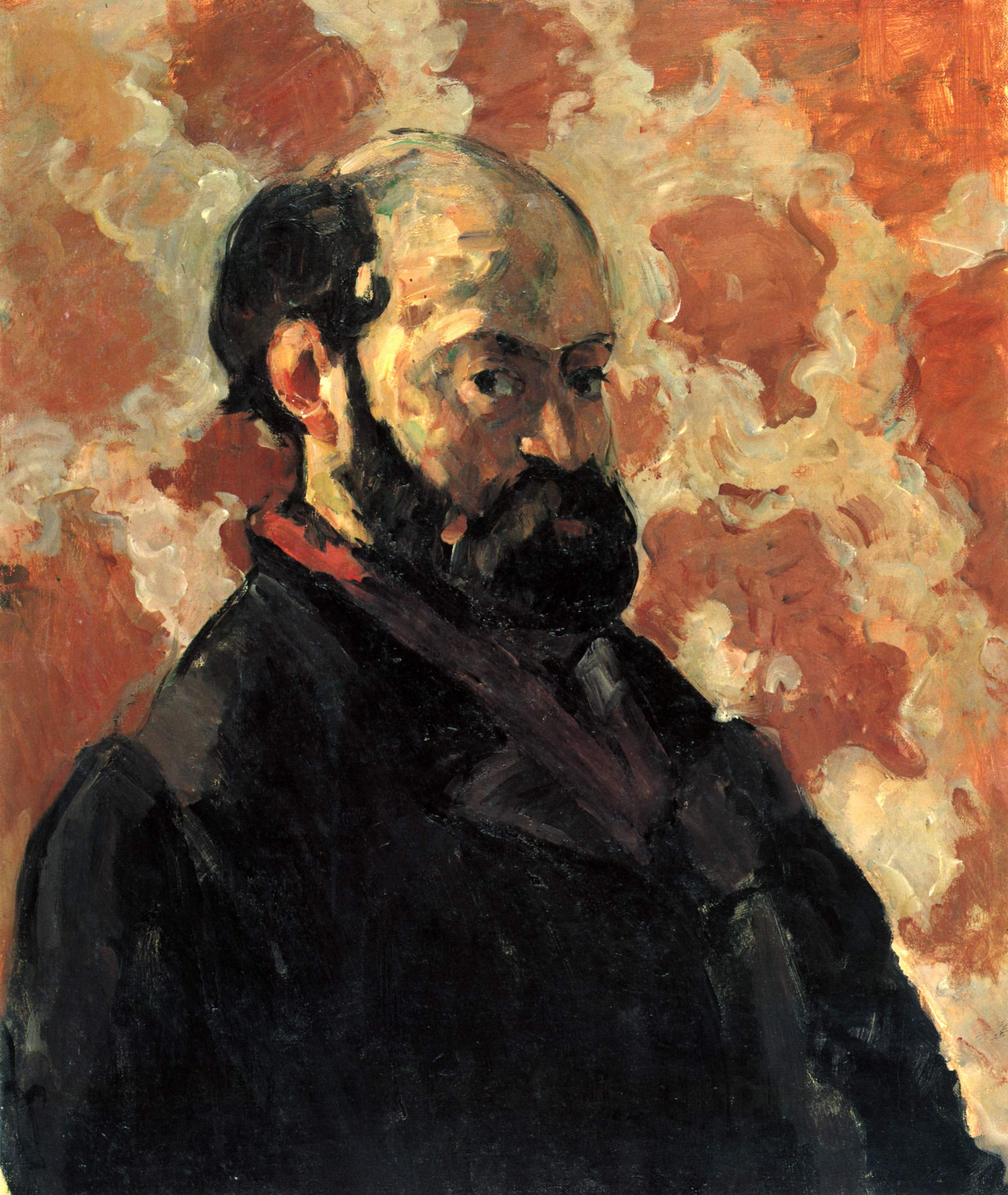
Zelfportret voor vaalrode achtergrond, ca. 1875, Musée d'Orsay

### Diefstal
Het schilderij Jeune Garçon au Gilet Rouge, met een waarde van 83 miljoen euro, werd in 2008 gestolen uit de E.G. Bührle Collectie in Zürich. Het werd op 12 april 2012 in Servië teruggevonden.

### Recordopbrengsten
- Rideau, cruchon et compotier is in 1999 verkocht voor 56,41 miljoen euro, het op negen na grootste bedrag dat ooit werd betaald voor een schilderij.
- Bouilloire et fruits is in december 1999 verkocht voor 44,67 miljoen euro.
- Nature morte au melon vert aquarel, verkocht voor 25,5 miljoen euro in 2007.
- De kaartspelers, olieverf op doek, 1892-93, werd in 2011 door de Griekse scheepsmagnaat George Embiricos voor 259 miljoen dollar verkocht aan de koninklijke familie van Qatar. Het was daarmee op dat moment het duurste schilderij ooit.

## Werk in openbare collecties (selectie)
- Angladon Museum, Avignon
- Art Institute of Chicago
- Fine Arts Museums of San Francisco
- Hermitage, Sint-Petersburg [dode link]
- Metropolitan Museum of Art, New York  en Museum of Modern Art, New Yorku , New York
- Musée d'Orsay, Parijs
- Museum Boijmans Van Beuningen, Rotterdam[3]
- Museum of Fine Arts, Houston
- Nationale Galerie (Praag), Praag
- National Gallery of Art, Washington D.C.
- Philadelphia Museum of Art, Philadelphia
- Poesjkinmuseum, Moskou
- Rijksmuseum Amsterdam[4]
- Stedelijk Museum, Amsterdam

## Tentoonstellingen
- Cézanne to Picasso: Ambroise Vollard, Patron of the Avant-Garde in 2007 in het Art Institute of Chicago[5]
- Cezanne and beyond in 2009 in het Philadelphia Museum of Art[6]
- Cézanne, Picasso, Mondriaan in nieuw perspectief in 2009 in het Gemeentemuseum Den Haag[7]
- Cézanne's Card Players in 2011 in het Metropolitan Museum of Art in New York[8]